# ATC A08 – Fogyasztószerek (a diétás készítmények kivételével)
Az ATC A08 – Fogyasztószerek (a diétás készítmények kivételével) a gyógyszerek anatómiai, gyógyászati és kémiai osztályozási rendszerének (ATC) egyik alcsoportja.
| ATC A   | Tápcsatorna és anyagcsere                                                      |
| ------- | ------------------------------------------------------------------------------ |
| ATC A01 | Sztomatológiai készítmények                                                    |
| ATC A02 | Gyomorsavval kapcsolatos betegségek kezelésére szolgáló szerek                 |
| ATC A03 | Funkcionális emésztőszervi rendellenességek gyógyszerei                        |
| ATC A04 | Hányáscsillapítók és émelygés elleni szerek                                    |
| ATC A05 | Epe- és májterápia                                                             |
| ATC A06 | Hashajtók                                                                      |
| ATC A07 | Hasmenésgátlók és a bél gyulladásos / fertőzéses megbetegedéseinek gyógyszerei |
| ATC A08 | Fogyasztószerek a diétás készítmények kivételével                              |
| ATC A09 | Digesztívumok, beleértve az enzimeket                                          |
| ATC A10 | Antidiabetikus terápia                                                         |
| ATC A11 | Vitaminok                                                                      |
| ATC A12 | Ásványi sók                                                                    |
| ATC A13 | Roborálószerek                                                                 |
| ATC A14 | Szisztémás anabolikumok                                                        |
| ATC A15 | Étvágyjavítók                                                                  |
| ATC A16 | A tápcsatorna és az anyagcsere egyéb gyógyszerei                               |

## A08A  	Fogyasztószerek a diétás készítmények kivételével

### A08AAKözponti hatású fogyasztószerek
| A08AA01 | Fentermin             | Phentermine           |
| A08AA02 | Fenfluramin           | Fenfluramine          |
| A08AA03 | Amfepramon            | Amfepramone           |
| A08AA04 | Dexfenfluramin        | Dexfenfluramine       |
| A08AA05 | Mazindol              | Mazindol              |
| A08AA06 | Etilamfetamin         | Etilamfetamine        |
| A08AA07 | Katin                 | Cathine               |
| A08AA08 | Klobenzorex           | Clobenzorex           |
| A08AA09 | Mefenorex             | Mefenorex             |
| A08AA10 | Szibutramin           | Sibutramine           |
| A08AA56 | Efedrin kombinációban | Efedrin kombinációban |

### A08AB 	Perifériásan ható fogyasztószerek
A08AB01 Orlistat

### A08AX Egyéb fogyasztószerek
| A08AX01 | Rimonabant | Rimonabant |